# Михаило Лалић
Михаило Лалић (Трепча, 7. октобар 1914 — Београд, 30. децембар 1992) био је црногорски и српски књижевник, академик САНУ и ЦАНУ. Лалић је био јунак социјалистичког рада.

## Биографија
Рођен је 1914. године у Трепчи код Андријевице у сеоској породици од оца Тодора и мајке Стане рођене Бајић. Рано је остао без родитеља. Мајка је умрла током епидемије шпанске грознице 1918. године, а отац је оболео у заробљеничком логору Нађмеђер у Аустроугарској (данашњој јужној Словачкој) и умро од туберкулозе 1921. године. Брат Душан из очевог другог брака умро је као заробљеник у Пјаченци у Италији. Маћеха Јаглика и стриц Милутин помогли су му да се школује.
Четвороразредну основну школу завршио је у Трепчи (1921—1925), а затим гимназију у Беранама (1925—1933). У јесен 1933. уписао је Правни факултет у Београду где је остао до Априлског рата 1941. године. Политички се ангажовао и постао члан СКОЈ-а 1935. године, потом члан КПЈ 1936. У пролеће 1938. године као секретар илегалне студентске народне омладине ухапшен је у Београду и остао у истражном затвору (Главњача) и судском затвору (Ада Циганлија) близу 6 месеци, а јула и августа 1940. био је у затвору у Андријевици. Оба пута га је Суд за заштиту државе пустио на слободу због недостатка доказа. Пре рата је своје прве радове, песме и краће приповетке, објављивао у новинама „Студент“, „Политика“, „Правда“, „Зета“, „Млада култура” и „Наша стварност”.
После бомбардовања Београда 1941. године отишао је у Црну Гору где га је затекла окупација земље. Учествовао је у припремама устанка, као и у самом устанку. Током лета 1942. заробили су га четници и одвели у колашински затвор. У затвору је остао од 2. септембра 1942. до 15. маја 1943. године, када је дошла немачка војска и одвела у заробљеништво и затворенике и четнике. После тога је депортован у логор Павлос Мелас, поред војничког гробља Зејтинлик у Солуну у Грчкој. Августа 1944. године, је побегао из логора и ступио у грчке партизане на Халкидикију, где постаје заменик комесара српског партизанског батаљона. Ту остаје до новембра 1944. када је ова јединица враћена бродом у Југославију.
Почетком децембра 1944. упућен је на Цетиње где је радио у листу „Побједа“, а потом руководио Танјугом у Црној Гори. Од 1946. је дошао у Београд где је радио као уредник у „Борби“, са прекидима до 1955. године. Током 1952. и 1953. боравио је у Паризу, а од 1955. прешао је у „Нолит“ где је био уредник до пензионисања 1965. године. Од 1965. до смрти живео је као професионални књижевник, наизменично у Београду и у Херцег Новом.
Један је од покретача часописа Стварање (1946) и Савременик (1955).
За дописног члана Српске академије наука и уметности изабран је 5. децембра 1963, а за редовног члана 7. марта 1968. Био је члан и потпредседник Црногорске академије наука и умјетности од 1973. године. Био је члан Централног комитета Савеза комуниста Југославије од 1986. до 1990, на ту позицију изабран је на Тринаестом конгресу СКЈ.
Умро је у Београду 30. децембра 1992. године.

## Књижевни рад
Као писац Михаило Лалић се на почетку књижевног рада определио за тематику — Други светски рат и географско поднебље — Црну Гору, док се у каснијим делима у великој мери бави и Првим светским ратом. Књижевно стваралаштво почео је књигом песама „Стазама слободе“ 1948. године, али се убрзо затим окренуо прози која је постала једина форма његовог уметничког изражавања.
Враћао се својим завршеним приповеткама и романима и прерађивао их. Тако је роман „Раскид“ после четрнаест година доживео прераду уз знатне измене у нарацији, избору ликова и њиховој структури. Другу верзију је доживео и роман „Лелејска гора“, а развијањем приповетке „Прамен таме“ настао је истоимени роман. Кључне категорије Лалићевих романа су људи, простор и време, што се примећује већ кроз наслове његових дела.
За роман „Лелејска гора“ добио је „Његошеву награду“ 1963. године као њен први добитник, као и Нолитову награду. За роман „Ратна срећа“ добио је НИН-ову награду 1973. године, као и прву награду Народне библиотеке Србије за најчитанију књигу у Србији. Награду „21. јул“, највише признање општине Беране, добио је 1962. године када је и установљена. За роман „Хајка“ добио је Октобарску награду града Београда. За роман „Зло прољеће“ добио је награду Савеза књижевника Југославије, а за прву верзију романа „Лелејска гора“ добио је награду Удружења књижевника Србије. Награду АВНОЈ-а добио је 1967. године, а Тринаестојулску награду добио је 1970. и 1974. године. Носилац је и неколико одликовања, међу којима су Орден братства и јединства са сребрним венцем (1962), Орден заслуга за народ, Орден југословенске заставе са лентом (1974) и Орден јунака социјалистичког рада, као и Партизанске споменице 1941.
По истоименој књизи урађен је сценарио за филм „Свадба“ 1973. године у режији Радомира Шарановића. Осим тога екранизовани су му романи „Лелејска гора“ 1968. и „Хајка“ 1977. године. Телевизијски филм Пуста земља снимљен је 1981. по Лалићевој приповеци истог назива.
Дела су му превођена на више страних језика, укључујући бугарски, чешки, словачки, пољски, руски, румунски, литвански, дански, немачки, енглески.
Овај писац чија су дела дуго година била у уџбеницима и школској лектири последњих година дели судбину многих писаца левичара чији се уметнички допринос сада често мери кроз идеолошку перспективу.

## Наслеђе
Већи број књига различитих писаца се бави Лалићем и његовим делом. У издању Графичког завода из Титограда 1965. године изашла је монографска студија "Михаило Лалић: Повест о људској храбрости" аутора Милоша Бандића посвећена књижевном делу Михаила Лалића. Књига Рајка Оровића „Писма Михаила Лалића Рајку Оровићу“, издата у Подгорици 2002. године, је збирка писама која сведоче како о Лалићевој заинтересованости за теме о којима пише тако и о озбиљности којом је приступао прикупљању грађе за своја дела.
У књизи "Лошињска замка" Драгољуба Јанојлића се налази 5 писама које је Михаило Лалић писао своме познанику Милошу Саичићу, као и одговори на њих. Писма су интересантна јер је Лалићев земљак Саичић у току рата био четнички командант и добро илуструју непомирљивост идеологија. У књизи "Лелејске чесме Михаила Лалића" писац Милош Вулевић говори о пријатељевању са Михаилом Лалићем, заједничким путовањима и излетима са великим писцем. Радомир В. Ивановић је написао монографију "Романи Михаила Лалића". Црногорска академија наука и уметности је издала зборник радова "Михаилу Лалићу у почаст" (Титоград, 1984г.).

## Дела
- Стазе слободе, (песме), (1948)

Објавио је већи број књига приповедака:
- Извидница (1948),
- Први снијег (1951),
- На Тари (1952),
- Тајне бистрих вода (1955),
- На мјесечини (1956),
- Посљедње брдо (1967),
- Гости (1967),
- Пуста земља (1968),
- Опраштања није било (1994),.

Ипак, значајан допринос савременој прози дали су његови романи:
- Свадба (1950),
- Зло прољеће (1953),
- Раскид (1955), 1969),
- Лелејска гора (1957, 1962),
- Хајка (1960),
- Прамен таме (1970),
- Ратна срећа (1973),
- Заточници (1976),
- Докле гора зазелени (1982),
- Гледајући доље на друмове (1983),
- Одлучан човјек (1990),
- Тамара (1992).

Издате су и књиге Лалићевих аутобиографских текстова:
- Прелазни период (1988) — дневничка проза,
- Прутом по води (1992) — дневничка проза,
- /Старачке посланице (1995)

Драме
- Дани мржње (1984)
- Поражени (1989)

Књига интервјуа
- Пипави посао списатеља (1997)

Књига (збирка) путописно пропагандних чланака:
- Успут записано (1952)

Године 1989 објављена је његова књига „Сам собом“ (Титоград : Удружење књижевника Црне Горе ; Никшић : Универзитетска ријеч). Ради се о књизи руком писаног текста, илустрованој фотографијама из Лалићевог живота, издатој у 999 примерака од којих је сваки нумерисан.
Књига „Михаило Лалић — Међуратно књижевно стваралаштво (1935—1941)“ садржи 15 краћих прозних дела, 13 песама и осам књижевних критика, а издата је 2014. године.